# Ansoumane Camara
 (septembre 2022).
Pour les articles homonymes, voir Camara.
Ansoumane Camara, né en septembre 1987, est un haut fonctionnaire franco-guinéen. Il a été Conseiller Spécial[1] du Premier ministre de Guinée Ibrahim Kassory Fofana, en charge de l’Économie, des Finances et du Budget, et Coordinateur général de l’Agence nationale d’inclusion économique et sociale (ANIES)[2][3][4] et de la Mission d’Appui à la Mobilisation des Ressources Internes (MAMRI). Avant de servir l’État guinéen, il était en service au Ministère Français de l’Economie et des Finances (Bercy).

## Parcours académique
Formé en France, en Angleterre et aux États-Unis, Ansoumane Camara a fait des études de Droit à l’Université Bordeaux-IV, d’Administration Publique à Sciences Po, d’International Political Economy à la London School of Economics and Political Science (LSE) et de Public Policy à la Harvard Kennedy School of Government. Il a par ailleurs suivi l’Executive Public Leaders Programme[1] de l’Université d’Oxford (Blavatnik School of Government[2]).  

## Carrière professionnelle
Ansoumane Camara a commencé sa carrière au sein de l’administration française au Ministère de l’Economie et des Finances à Paris (Bercy) où il s’est concentré sur les questions internationales et européennes. Il était notamment impliqué dans la Task Force de Bercy (DG Trésor et DGE) travaillant sur l’analyse des implications économiques du Brexit. Au même moment, il assumait, pour la Commission Européenne, les fonctions de Rapporteur d’un High Level Group sur la compétitivité de l’industrie automobile européenne (GEAR 2030)[1]. 
Ansoumane Camara a également été Rapporteur près la Commission Nationale des Comptes de Campagne et des Financements Politiques (CNCCFP), une autorité administrative indépendante chargée de contrôler la transparence financière de la vie politique en France.  
Ansoumane Camara a accédé à ses fonctions de Conseiller Spécial du Premier ministre de Guinée, par décret présidentiel signé par le Président Alpha Condé le 8 août 2018[2], avec un portefeuille couvrant l’économie, les finances et le budget[3]. Principal conseiller[4] économique et principal collaborateur du Premier ministre, il assure la coordination de l’action économique gouvernementale. C’est en particulier lui qui a élaboré le plan de riposte économique[5] de la Guinée à la crise sanitaire de la COVID-19, qui a été salué par l’ensemble des partenaires au développement de la Guinée et permis au pays d’obtenir plus d’une centaine de millions de dollars d’appuis budgétaires et de soutiens financiers divers. 
Outre sa casquette de Conseiller Spécial, Ansoumane Camara est également Coordinateur général de l’Agence Nationale d’Inclusion Economique et Sociale (ANIES[6]), une agence présentée comme étant unique en son genre en Afrique et qui a été conçue par lui pour favoriser un meilleur partage de la prospérité économique et la réduction de l’extrême pauvreté en Guinée. Plus d’une centaine de millions de dollars ont été mobilisés par cette agence (auprès de la Banque mondiale[1], de la Banque africaine de développement et des Émirats arabes unis[2]) pour mener des politiques d’inclusion économique et sociale à travers les transferts monétaires, les travaux à haute intensité de main d’œuvre, l’inclusion financière, l’accès à l’énergie, l’agriculture et l’entreprenariat. Pendant la pandémie de la COVID-19, cette agence a lancé le plus grand programme de transferts monétaires en Afrique[3].
Ansoumane Camara est aussi le concepteur de la Mission d’appui à la mobilisation des ressources internes (MAMRI), dont il a été le Coordinateur général. La MAMRI[4] est une initiative stratégique[5][6] pour moderniser les administrations économiques et financières[7][8], afin d’accroitre la mobilisation des recettes publiques, qui sont à un niveau faible en Guinée (13% du produit intérieur brut, contre 18% en moyenne en Afrique subsaharienne).
À la suite du coup d’État intervenu en Guinée le 5 septembre 2021, et la prise du pouvoir par une junte militaire, Ansoumane Camara n’a pas accepté d’être confirmé à son poste, comme le lui ont proposé les nouvelles autorités, et décide de rentrer en France. 